# عسر البلع
عُسْر البلع أو الازدراد (بالإنجليزية: Dysphagia) هو عرض طبي يحدث فيه صعوبة في البلع أي صعوبة في إمرار السوائل أو الجوامد أو كليهما من الفم إلى المعدة. يجب تفريق عسر البلع عن البلع المؤلم أي حدوث الألم إثناء عملية البلع وعن اللقمة الهستيرية وهي حس بوجود كتلة في الحلق.

## الأعراض
الأعراض والإشارات التي قد تصاحب صعوبة البلع قد تشمل:
• ألم أثناء البلع
• عدم القدرة على البلع
• اختناق الشرقة أو الكحة أثناء الأكل ومحاولة البلع
• الإحساس بأن لقمة الطعام تعلق في الحلق أو الصدر أو خلف عظمة القص
• ترجيع الطعام إلى الفم
• الشعور المتكرر بحرقة المعدة
• وصول أحماض المعدة والأكل إلى الحلق
• نقص غير مبرر في وزن الجسم
• الإصابة المتكررة بالتهاب ذات الرئة
• السعال أو التكريع خلال البلع
أما الأعراض والإشارات لدى الأطفال والرضع فقد تشمل:
• عدم القدرة على التركيز أثناء الأكل أو الرضاعة
• توتر الجسم أثناء الرضاعة أو الأكل(30دقيقة أو أكثر)
• صعوبات أثناء الرضاعة من الثدي
• تسرب الطعام أو السوائل من الفم
• تكرار البلع
•السعال أو التكريع خلال الرضاعة أو البلع
• البصق أو القيء خلال الرضاعة أو الأكل
• عدم القدرة على التنسيق بين التنفس وبين الأكل والشرب
• نقص الوزن أو عدم تحسن وزن الجسم أو نمو الطفل
• تكرار الإصابة بالتهابات الصدر

## الأسباب
نحن في الأغلب نأخذ عملية البلع كأمر طبيعي نمضغ ثم نبلع الطعام، ولكن يواجه البعض مصاعب في البلع حيث تشكل كل وجبة طعام تحدياً كبيرًا لهم.
في العادة عندما تبلع فإن اللسان يقوم بعملية دفع الطعام إلى المؤخرة(الحلق) حيث انقباض العضلات يساعد في انطلاق الطعام إلى الحنجرة(التي تمتد من مؤخرة الحلق إلى بداية المريء) ومنها يدخل إلى المريء ومنه إلى المعدة.
أما في المريء تبدأ
العضلة العاصرة العلوية الدائرية لبداية المريء بالارتخاء كي يسمح للقمة الطعام بدخول المريء عند البلع ثم تغلق فوراً وتتابع موجات الانقباض والارتخاء بحركة دودية للسماح بانتقال الطعام خلال المريء إلى حين وصول اللقمة إلى أسفل المريء حيث ترتخي العضلة العاصرة هناك لتصل كتلة الطعام إلى فوهة المعدة وتدخل إلى تجوفيها والعضلة العاصرة في أسفل المريء عند انقباضها لاتسمح لعصارة المعدة بالرجوع للأعلى ودخول المريء، هذه العملية تحتاج إلى عدد يصل إلى خمسين زوجاً من العضلات والأعصاب لاتمام عملية البلع البسيطة.

## وقت حدوث المشكلة
صعوبة البلع تحصل عندما تكون ثمة مشكلة في أحد أجزاء مراحل عملية البلع وهناك عدد من الحالات التي تؤدي إلى هذه الصعوبة وهي تتدرج تحت أحد هذه الأسباب:-
أ‌- صعوبات البلع في المريء
وهي أكثر الحالات شيوعاً ويعنى بها الإحساس بأن لقمة الطعام أو جرعة الماء ملتصقة أو عالقة فيما تحت الحلق أو في الصدر ومن الأسباب الأكثر انتشاراً لصعوبة البلع في المريء:
1- اضطراب العضلة العاصرة السفلية للمريء
وتحصل الحالة حينما لا تتمكن حلقة العضلة العاصرة السفلية لآخر المريء من الارتخاء حين وصول اللقمة إليها والسماح لدخول لقمة الطعام إلى المعدة وبطبيعة الحال فإن عضلات جدار المريء ضعيفة أيضاً مما قد يؤدي إلى ارتجاع الأكل غير ممزوج بعصارة المعدة وهذا في بعض الأحيان يؤدي إلى إرجاع أجزاء من الطعام للحلق مرة أخرى.
2- التقدم في العمر
مع التقدم في العمر من المحتمل أن يفقد المريء تماسك بنية وقوة عضلات المريء وتناغم وتنسيق ارتخاء وانقباض حركات الحلق العضلية اللازمة لدفع الطعام إلى المعدة إلا أن الصعوبة المستمرة في البلع تستدعي تدخل الطبيب للتقييم.
3- التقلص المنتشر في المريء
في هذه الحالة تظهر مناطق عدة من المريء عالية في ضغطها العضلي، ووجود تناغم وتنسيق لإتمام عملية البلع وتعتبر هذه الحالة نادرة وتؤثر على العضلات اللا ارادية في الجزء السفلي من جدار المريء وتحصل التقلصات في العادة بصورة متقطعة في أوقات دون أخرى، وقد تشتد الصعوبة بعد فترة زمنية طويلة.
4- تضيق المريء
ضيق المريء لوجود مناطق متليفة إلى الانقباض وتعثر مرور قطع الطعام الكبيرة ويحصل التضيق من ندبات في المريء والذي في الغالب ما يحصل نتيجة للالتهابات المزمنة بفعل ترجيع أحماض المعدة إلى المريء أو وجود ورم سرطاني.
5- وجود ورم سرطاني في المريء
وجود الورم في المريء يؤدي إلى ظهور صعوبات متدرجة في البلع ويكون مصاحباً في العادة بنزول شديد في الوزن وفقدان للشهية.
6- وجود جسم غريب في المريء
أحياناً قد يحصل أن يبلغ شخص ما قطعة كبيرة من اللحم أو أي شيء آخر وتعلق هذه الأشياء إما في الحلق أو في المريء وكبار السن ممن لديهم تركيبات غير ثابتة في الأسنان ومن يجدون صعوبة في مضغ قطع اللحم أو غيره من الطعام هم أكثر عرضة لهذه الحالة.
كذلك الأطفال ربما يلتقطون الأشياء الصغيرة كالعملة المعدنية أو الألعاب الصغيرة أو إبر المشابك.
عند حصول تعلق تلك الأشياء إما في الحلق أو المريء يجب التوجه سريعاً لأقرب طوارئ.
وإن كانت هناك صعوبة في التنفس يجب استدعاء الإسعاف في الحال.
7- ترجع عصارة المعدة إلى المريء GERD:
الضرر الحاصل لأنسجة المريء نتيجة لترجيع عصارة المعدة إليها قد يؤدي إلى حصول تقلصات أو ندبات إلى جانب الضيق في الجزء السفلي من جدار المعدة وهذا يؤدي إلى صعوبة البلع.
تكرار وطول أمد حصول ترجيع عصارات المعدة الحامضية إلى المريء يؤدي إلى نشوء حالة(باريت Barretts esophagus) في أنسجة المريء.
وحالة «باريت» يلحظ فيها تغيراً في لون وتركيب خلايا بطانة الجزء السفلي من المريء نتيجة لتكرار التعرض لأحماض المعدة.
8- تكون جراب في الحلق(Diverticulitis)
قد ينشأ كيس صغير ومن ثم يقوم بتجميع الطعام في منطقة الحلق بأعلى المريء ويتسبب هذا في صعوبات البلع وصدور قرقرة من الأصوات وتظهر رائحة كريهة للفم والنفس والسعال المتكرر وتكثر الإصابة به عند التقدم في العمر.
9- مرض السكليرووديرما(Sclerodrma)
يتميز هذا المرض بنشوء أنسجة مثل الندوب تؤدي إلى تصلب وتحجر في هذه الأنسجة في أماكن عديدة من الجسم أهمها الجلد، هذا يؤدي إلى ارتخاء العضلة السفلي للمريء مما يؤدي إلى ارتجاع أحماض وعصارة المعدة للمريء مما يؤدي إلى أعراض الترجيع ومشاكل البلع والحرقان في الصدر.
ب‌- صعوبات البلع في الفم والبلعوم:
هناك بعض الأمراض العصبية العضلية قد تؤدي إلى ضعف عضلات الحلق مما يؤدي بالتالي إلى صعوبة البلع أو شلل المريء. وتتضاعف المشكلة بالتعرض للاختناق والشرقة والكحة عند الشروع بالبلع أو الشعور بالطعام أو الشراب يدخل القصبة الهوائية والرئة أو الأنف، وقد يتسبب هذا بحدوث التهابات مثل ذات الرئة ومن أسباب هذه الصعوبات:
1- الأمراض العصبية: مثل حالات ما بعد الإصابة بفيروس شلل الأطفال، التصلب اللويحي العصبي، مرض باركنسون وكلها قد تكون صعوبة البلع هي أول ما يلاحظ.
2- تلف الأعصاب: كما بعد الإصابة بسكتة دماغية أو إصابة الحوادث للرأس أو العمود الفقري قد تحدث صعوبة أو عدم القدرة على البلع.
ج- صعوبة البلع لدى الرضع والأطفال:
من أكثر الأسباب انتشاراً لدى هذه الفئة العمرية:
1- مشاكل في النمو لولادة مبكرة(الخدج) أو ناقص النمو والوزن.
2- أمراض في الجهاز العصبي كالتهاب الحمى الشوكية والشلل المخي.
3- الشفة الأرنبية.
د- صعوبات البلع غير المبررة:
وثمة من الناس من قد يعاني من نوبات صعوبة البلع التي لا سبب عضوي لها، وتشمل:
1- صعوبة تناول الحبوب الدوائية:
وتحدث لبعض الناس على الرغم من عدم وجود صعوبات في بلع الطعام أو السوائل.
2- الشعور بوجود كتلة ما في الحلق globus:
وينتاب البعض شعور بأن ثمة جسماً غريباً أو كتلة في الحلق في حين أن في الحقيقة لا يوجد أي شيء في الحلق، ويؤدي التوتر النفسي أو الحزن أو الإثارة إلى تفاقم هذه المشكلة واستمرارها، وغالباً ما يزول هذا الشعور بزوال العامل النفسي.
ول اتوجد صعوبات حقيقية مصاحبة في بلع الطعام أو الشراب.

## متى نطلب المساعدة الطبية
- أذا صاحبها صعوبة في التنفس: عند حصول اختناق في الحلق أو المريء يجب التوجه سريعاً لأقرب طوارئ وإن كانت هناك صعوبة في التنفس يجب استدعاء الإسعاف في الحال.
- إذا أصبحت مشكلة مستمرة: صعوبة البلع البسيطة أو التي تحدث قليلاً ليست سبباً يدعو للقلق، ولكن صعوبة البلع قد تعكس حالة طبية تسترعي الانتباه كسرطان المريء، اسأل طبيبك إن كنت تعاني من صعوبة مستمرة في البلع.
- لطفلك: إذا شككت أن طفلك يعاني من مشاكل في البلع فاستشر طبيب أطفالك، قد يحولك الطبيب إلى متخصص علاج صعوبات البلع والأكل.

## الاختبارات والتشخيص
غالباً ما سيقوم الطبيب بالفحص السريري وقد يستخدم عدد من الاختبارات لمعرفة سبب الصعوبة، وتتم معالجة كل مرض على حدة، فقد يقوم الطبيب المعالج بتحويلك لطبيب أخصائي أنف وأذن وحنجرة أو لطبيب أخصائي في علاج أمراض المريء، أو طبيب متخصص في أمراض الجهاز العصبي، أو أخصائي النطق (لمعرفته الواسعة في منطقة البلعوم والحنجرة).
بعض الاختبارات التي يطلبها الطبيب المعالج لهذه الحالة:
- فحص الباريوم للمريء بالأشعة: لهذا الاختبار يقوم المريض بشرب سائل يحتوي على مادة تدعى الباريوم، وسيقوم الباريوم بتغطية بطانة المريء للسماح بمشاهدة أفضل لها في صور الأشعة، ويستطيع الطبيب مشاهدة شكل المريء ومدى استجابة العضلات وقد يطلب الطبيب منك بلع حبة دواء تحتوي على الباريوم لرؤية العضلات ومشاهدة أي انسداد في المريء لم ير بسائل الباريوم.
- الصورة التلفزيونية للمريء وهي آلة صغيرة مرنة ومضيئة يتم إدخالها إلى داخل الحلق ومنه أسفل إلى المريء حتى يستطيع الطبيب مشاهدة المريء من الداخل.
-اختبار حركية المريء وهو فحص عضلات المريء ومدى استجابتها للمحفزات الكهربائية حيث يتم إدخال أنبوب صغير إلى المريء وموصولة لجهاز يقيس الضغط وهكذا يقوم بقياس مدى تناسق وتناغم عضلات المريء مع بعضها عند البلع ويدعى الجهاز الـManometry.

## المضاعفات
في حالة عدم علاج صعوبة البلع فإن المريض يتعرض للمضاعفات التالية:
- سوء التغذية والجفاف: والسبب أن صعوبة البلع حينما تتفاقم إلى حد صعوبة تناول السوائل قد تؤدي إلى إعاقة إتمام التغذية وتزويد الجسم بالسوائل وما يلزمه لتغذيته.
- مشاكل الرئة والتنفس: وصول أجزاء من الطعام أو السوائل خلال البلع إلى أجزاء الجهاز التنفسي سيؤدي إلى وصول الميكروبات وحصول الالتهابات في الجهاز العلوي التنفسي وذات الرئة.

## العلاج والأدوية
وتتم المعالجة بحسب كل نوع من الأمراض المتسببة بصعوبة البلع فمثلاً:
- حالات صعوبة البلع في البلعوم والفم: سيقوم الطبيب المشرف بتحويلك إلى طبيب الأنف والأذن والحنجرة وطبيب الأعصاب حتى يقوموا بعمل فحوصات إضافية وربما أيضاً لأخصائي التخاطب وأخصائي البلع للعلاج.
وهناك بعض التمارين قد تساعد في التحكم وضبط العضلات المساعدة في عملية البلع وتساعد أيضاً في تحفيز الأعصاب المسؤولة عن عملية البلع وقد تتعلم أيضاً طرق بسيطة لوضع الطعام داخل الفم مع تغيير وضعية الجسم والرأس للحصول على بلع ناجح.
- حالات صعوبة ا لبلع في المريء: قد يستخدم الطبيب جهاز الصورة التلفزيونية باستخدام الأداة التصويرية لعلاج اضطراب العضلة العاصرة السفلية للمريء وتضيق المريء أو يقوم باستخدام بالون خاص يقوم بتوسيع المريء.
- لحالات الأورام وكذلك تكون جراب الحلق قد تستدعي التدخل الجراحي لتنظيف مجرى المري.
- الحالات المصاحبة لاسترجاع عصارة المعدة تحتاج أن تتناول أدوية تخفف من حدة حموضة تلك الإفرازات من المعدة، طبعاً بعد توسيع التضيق.
- وفي حالة وجود تقلص في عضلات المريء ولكن لا يوجد ارتجاع لعصارة المعدة يمكن المعالجة بالأدوية لإرخاء المريء وتقليل عدم الشعور بالراحة.
- في حالة وجود تعسر بالغ وصعوبة في البلع لدرجة تمنع من الحصول على الكمية الكافية من الطعام والشراب والحفاظ على وزن صحي وعدم التعرض للجفاف فقد ينصح الطبيب باستخدام الطعام السائل وأما في الحالات المتقدمة الشديدة قد يلجأ الأطباء إلى تثبيت بعض أنواع الأنابيب المرنة نسبياً في أجزاء من المريء لتسهيل وصول الطعام والسوائل إلى المعدة.

## الوقاية
على الرغم أنه لا يمكننا منع صعوبة البلع إن كانت ناتجة عن مرض أو تلف في الجهاز العصبي، ولكن بإذن الله يمكننا تقليل احتمالية التعرض لصعوبة البلع أحياناً بأكل الطعام ومضغه بطريقة سليمة وهادئة، كما أن التشخيص السريع لارتجاع عصارة المعدة في مراحله الأولى ومعالجته بطريقة مناسبة تقلل خطر نشوء صعوبة في البلع مصاحبة للأنسجة الليفية المتكونة.
التعايش والدعم:
التعايش مع صعوبة البلع قد يكون تحدياً كبيراً حيث ربما تؤثر على علاقتك مع الأصدقاء والعائلة إلى جانب إنتاجك في العمل ونوعية حياتك بشكل عام لكن الصبر والاحتساب هو أهم معين للإنسان في هذه الدنيا التي جبلت على الابتلاء.
كما أن التحدث إلى أحد المختصين أو المعالجين قد يساعد للتعايش مع تأثير ذلك على حياتك. قد تحصل على التشجيع والتفاهم في مجموعات الدعم إن وجدت في منطقتك حيث أن مجموعات الدعم قد تكون مرجعاً جيداً للمعلومات والخبرات فأعضاء المجموعة غالباً ما يكونون ملمين بآخر الأدوية ويميلون لمشاركة تجاربهم.
في حال كنت مهتماً بالأمر اسأل طبيبك عن إحدى مجموعات الدعم في منطقتك.

## روابط خارجية
- National Foundation of Swallowing Disorders
- عسر البلع على مشروع الدليل المفتوح
- Overview of Feeding Problems in Children
- Dysphagia Guideline نسخة محفوظة 13 أبريل 2010 على موقع واي باك مشين. at the World Gastroenterology Organisation (WGO)
- Speech Language Pathology Scope of Practice
- American Speech-Language-Hearing Association
- Swallowing and Feeding